# Disonycha pensylvanica
Espèce
Synonymes
- Haltica pensylvanica Illiger, 1807[1]

Disonycha pensylvanica est une espèce de coléoptères de la famille des Chrysomelidae qui se rencontre du centre jusqu'à l'Est de l'Amérique du Nord, notamment aux abords des plans d'eau.

## Systématique
L'espèce Disonycha pensylvanica a été décrite en 1807 par Johann Illiger sous le protonyme d’Haltica pensylvanica.

## Description
Disonycha pensylvanica peut atteindre de 5 à 6,5 mm de long, ou plus.
Sa livrée est beige jaunâtre, ornée de bandes noires. Son pronotum est noir, marginé beige jaunâtre et maculé de chaque côté d'une tache orangeâtre en forme de « U ».
Ses antennes sont noires et se composent de onze antennomères coniques, sauf le scape qui est oblong, et le second article qui est sphérique et nettement plus petit. Son pronotum est environ 1,7 fois plus large que long, le centre légèrement bombé. Ses élytres sont environ 1,5 fois plus longs que larges, de couleur blanc crème, aux limbes finement marginés, et ornés de cinq longues bandes noires, les deux bandes latérales ne touchant pas le limbe apical, un trait distinctif à cette espèce.

## Répartition
Il est commun depuis le Maine jusqu'aux Grands Lacs, de la Floride jusqu'au Texas.

## Cycles
En Alabama, il se rencontre de mai à août.

## Alimentation
Il s'alimente d'espèces végétales du genre Polygonum.

## Galerie

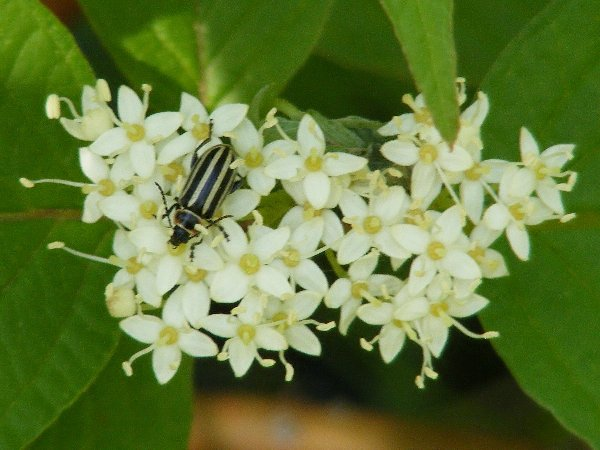
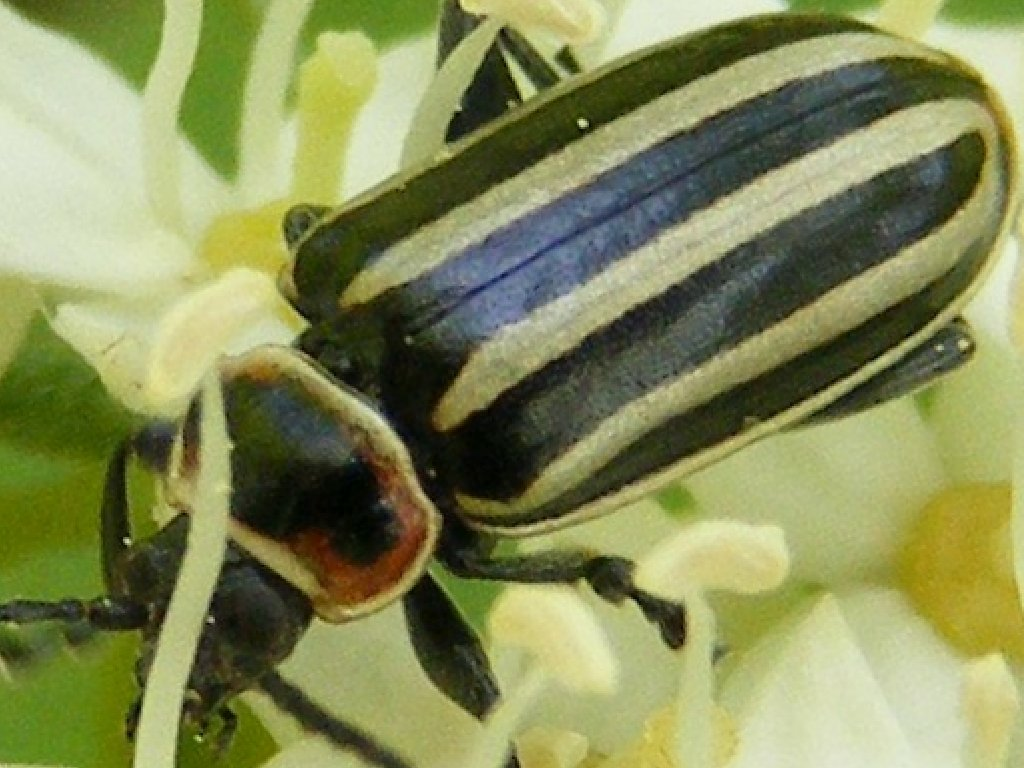
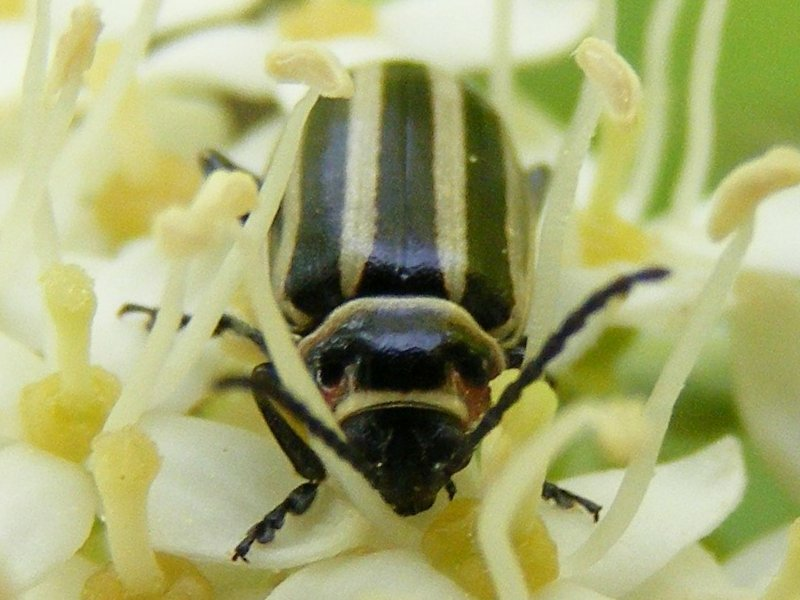